# Ранкова хмарність та вечірній дощ
«Ранкова хмарність та вечірній дощ» (кит.: 朝云暮雨) — китайський кримінальний фільм режисера Чжана Ґолі, продюсера Ханя Саньпіна, сценаристів Чжана Ґолі та Є Хао 2022 року, що був адаптований за мотивами п'єси Ся Луна «Убивство дівчини у весільній сукні».

## Назва
Назва фільму є китайською ідіомою (спрощ.: 朝云暮雨; піньїнь: Zhāo Yún Mù Yǔ), що означає кохання та щастя між двома людьми.

## Сюжет
Відбувши 30 років ув'язнення, Лао Цінь починає нове життя, отримавши від уряду 1,5 мільйона доларів компенсації. Йому понад півсотні років і він хоче лише одружитися та мати дітей, але його життя змінюється назавжди, коли в його житті з'являється дивакувата 24-річна дівчина Чан Цзюань.

## Акторський склад
| Актор       | Роль       |
| ----------- | ---------- |
| Фань Вей    | Лао Цінь   |
| Чжоу Дун'юй | Чан Цзюань |